# NGC 5318
NGC 5318 ist eine Linsenförmige Galaxie vom Hubble-Typ SB0 im Sternbild Jagdhunde am Nordsternhimmel. Sie ist schätzungsweise 196 Millionen Lichtjahre von der Milchstraße entfernt und hat einen Durchmesser von etwa 85.000 Lj.
Das Objekt wurde am 2. Mai 1785 von dem Astronomen William Herschel mithilfe seines 18,7 Zoll-Spiegelteleskops entdeckt.